# Chrysosoma jingpinganum
Chrysosoma jingpinganum är en tvåvingeart som beskrevs av Yang och Saigusa 2001. Chrysosoma jingpinganum ingår i släktet Chrysosoma och familjen styltflugor.
Artens utbredningsområde är Yunnan (Kina). Inga underarter finns listade i Catalogue of Life.